# Bulgnéville
Bulgnéville is een gemeente in het Franse departement Vosges in de regio Grand Est en maakt deel uit van het arrondissement Neufchâteau. De gemeente telde 1.523 inwoners op 1 januari 2022.

## Geschiedenis
Op een heuvel tussen Bulgnéville en Vaudoncourt werd op 2 juli 1431 de Slag bij Bulgnéville uitgevochten tussen twee ridderlegers in het kader van de opvolgingsstrijd in het hertogdom Lotharingen.
Bulgnéville was de hoofdplaats van het gelijknamige kanton tot het op 22 maart 2015 werd opgeheven en de gemeenten werden opgenomen in het kanton Vittel.

## Geografie
De oppervlakte van Bulgnéville bedraagt 13,33 vierkante kilometer; Op 1 januari 2022 was de bevolkingsdichtheid 114,3 inwoners per km².

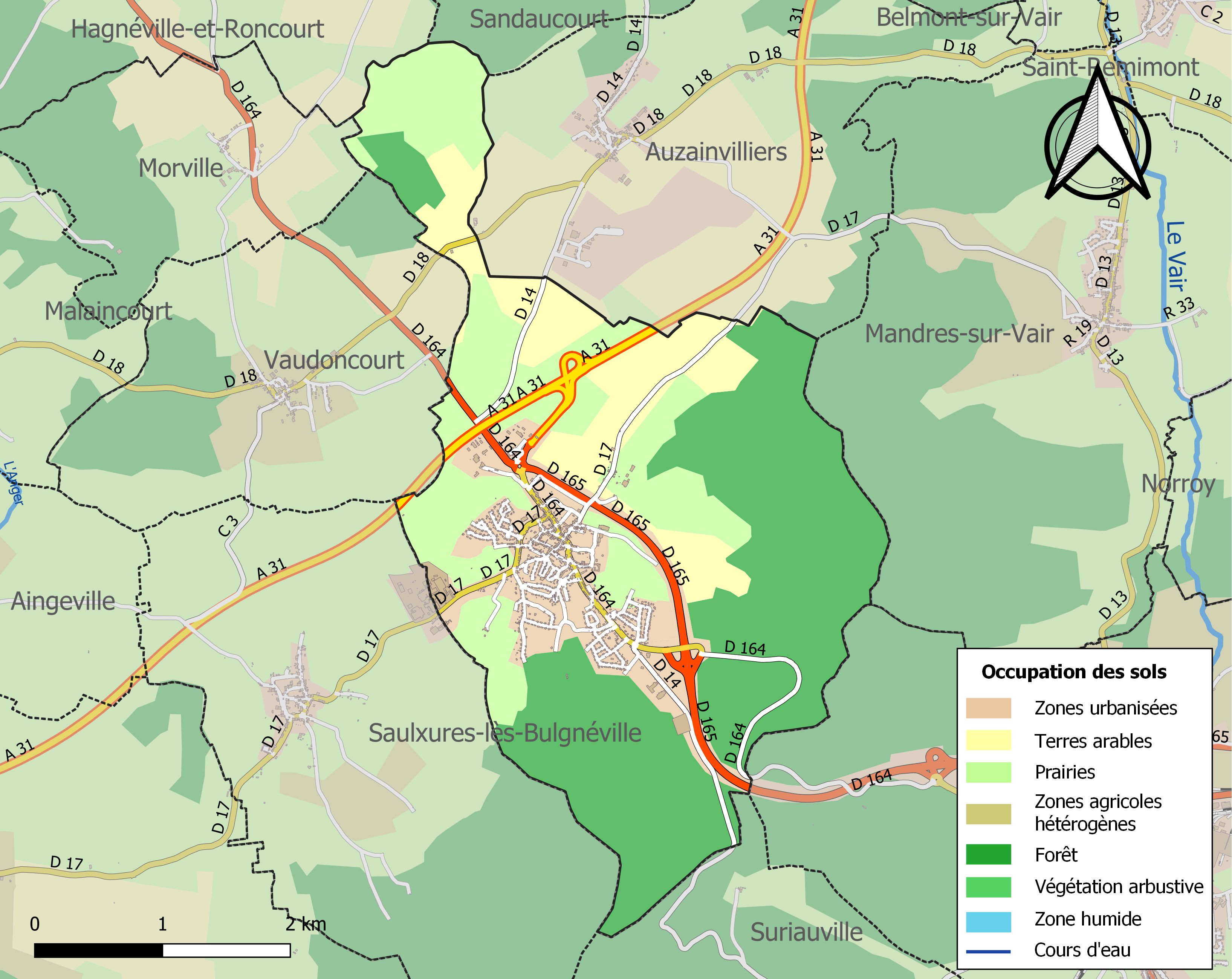
Kaart van de gemeente met de belangrijkste infrastructuur, bodemgebruik en omliggende gemeenten

## Economie
De coöperatie Ermitage heeft in Bulgnéville een kaasfabriek, waar onder meer Munster- en Brouère-kaas worden gemaakt. De fabriek is een belangrijke werkgever voor de gemeente. 

## Demografie
Onderstaande figuur toont het verloop van het inwonertal.
Aingeville · Aulnois · Auzainvilliers · Bazoilles-et-Ménil · Belmont-sur-Vair · Bulgnéville · Contrexéville · Crainvilliers · Dombrot-le-Sec · Dombrot-sur-Vair · Domèvre-sous-Montfort · Domjulien · Estrennes · Gemmelaincourt · Gendreville · Hagnéville-et-Roncourt · Haréville · Lignéville · Malaincourt · Mandres-sur-Vair · Médonville · Monthureux-le-Sec · Morville · La Neuveville-sous-Montfort · Norroy · Offroicourt · Parey-sous-Montfort · Rancourt · Remoncourt · Rozerotte · Saint-Ouen-lès-Parey · Saint-Remimont · Saulxures-lès-Bulgnéville · Sauville · Suriauville · They-sous-Montfort · Thuillières · Urville · La Vacheresse-et-la-Rouillie · Valfroicourt · Valleroy-le-Sec · Vaudoncourt · Vittel · Viviers-lès-Offroicourt · Vrécourt